# Alma Gluck

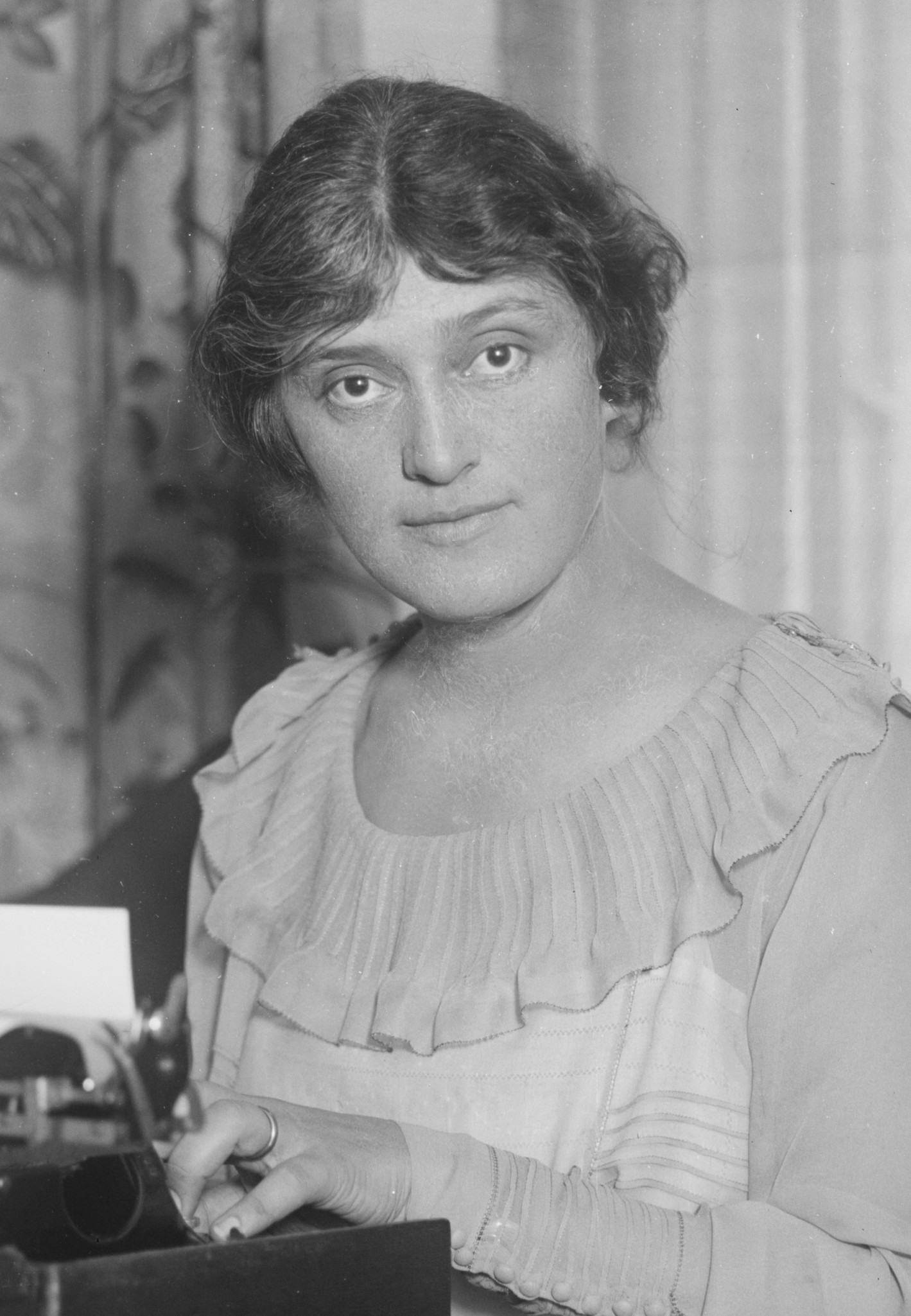
Alma Gluck

Alma Gluck (Boekarest, 11 mei 1884 - New York, 27 oktober 1938) was een Roemeens-Amerikaanse sopraan die in de hoogtijdagen van haar loopbaan gold als een van de beste zangeressen ter wereld.
Zij werd als Reba Feinsohn geboren in het Joodse gezin van Leon und Zara Feinsohn. Op zesjarige leeftijd verhuisde ze met haar gezin naar de Verenigde Staten. Ze studeerde zang bij Arturo Buzzi-Peccia, Jean de Reszke en  Marcella Sembrich. Uit haar eerste huwelijk, met Bernhard Glick kreeg ze een dochter, Abigail die later als schrijfster bekend zou worden onder de naam Marcia Davenport. In 1914 hertrouwde ze met de muziekpedagoog, violist en dirigent Efrem Zimbalist. Een zoon uit dit huwelijk, eveneens Efrem geheten, zou later een bekende toneelspeler worden. Zelf nam ze, als een kennelijke variatie op de achternaam van haar eerste man, de artiestennaam Gluck aan.
Haar eerste successen beleefde Gluck bij de New Yorkse Metropolitan Opera. Later werd ze vooral bekend als zangeres van christelijke liederen - zij was, hoewel Joods van achtergrond anglicaans - die op plaat werden opgenomen. Van haar uitvoering van Carry Me Back to Old Virginny werden een miljoen exemplaren verkocht.
Zij overleed aan leverfalen op de leeftijd van vierenvijftig jaar.
- Bibsys: 12067663
- Biblioteca Nacional de España: XX4844693
- Bibliothèque nationale de France: cb13894546g (data)
- CiNii: DA17232510
- Gemeinsame Normdatei: 129818089
- International Standard Name Identifier: 0000 0003 6834 0135
- Library of Congress Control Number: n86862843
- MusicBrainz: c52f7dab-6e10-4b32-9afe-d694e860c95f
- Nationale Bibliotheek van Israël: 987007373167905171
- Nationale Bibliotheek van Polen: a0000001884971
- Istituto Centrale per il Catalogo Unico: UBOV539541
- SNAC: w65b0537
- Système universitaire de documentation: 07983633X
- Virtual International Authority File: 61731966
- WorldCat: E39PCjBFYwDJRHP8vtMQmc6kDq